# DOM publishers

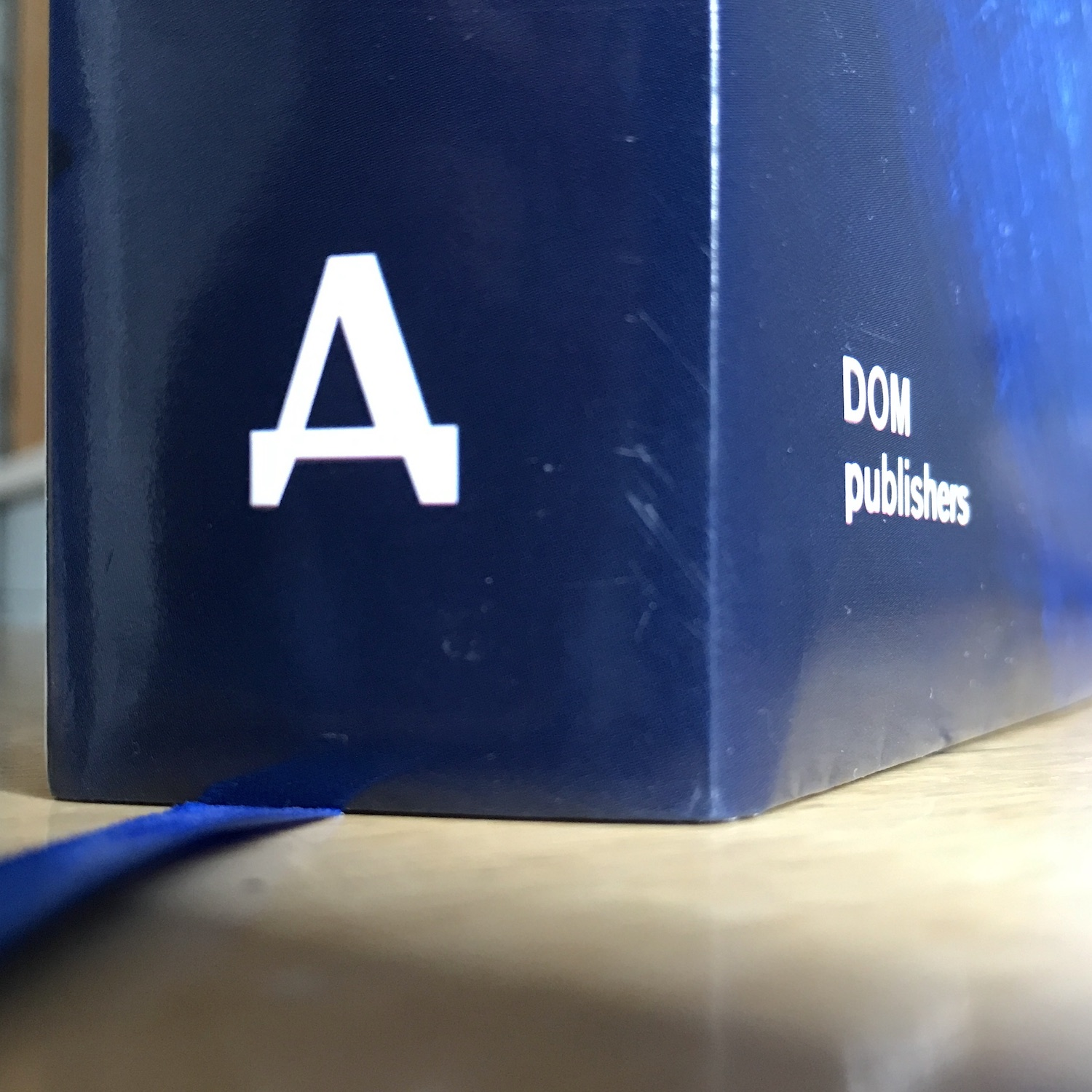
Logo des Buchverlages DOM

Der Verlag DOM publishers, gegründet im Jahr 2005 in Berlin, veröffentlicht Architekturführer sowie Fachpublikationen zu Architektur, Städtebau und Design im internationalen Kontext. Der Verlag ist inhabergeführt von Philipp Meuser, der parallel auch als Architekt tätig ist.

## Profil
Neben Einzelpublikationen erscheinen im Verlag verschiedene Reihen: Handbücher, Grundlagen und Architekturführer. Alleinstellungsmerkmal sind Veröffentlichungen zur Architektur in Regionen, die nicht im Fokus der öffentlichen Diskussion stehen, insbesondere zur Baugeschichte auf dem Gebiet der ehemaligen Sowjetunion. Diese Orientierung nach Osten spiegelt sich auch im Logo des Verlags wider, ein kyrillisches d für DOM.
Weitere thematische Schwerpunkte sind die Architektur in Afrika und der muslimischen Welt. Für Aufmerksamkeit gesorgt hat der Architekturführer über Pjöngjang. Seit 2017 erscheint auch das Jahrbuch des Deutschen Architekturmuseums (DAM) in Frankfurt am Main bei DOM publishers.
Die Bücher erscheinen vor allem in deutscher Sprache, aber auch in Dänisch, Englisch, Französisch, Italienisch, Russisch und Spanisch.
Im Jahr 2020 wurde DOM publishers als „herausragender Verlag“ mit einem Deutschen Verlagspreis ausgezeichnet und erhielt damit einen der drei jährlichen Spitzenpreise.